# 10,5 cm GebH 40
Il 10,5 cm Gebirgshaubitze 40, abbreviato in 10,5 cm GebH 40, era un obice da montagna tedesco, utilizzato dalla Wehrmacht durante la seconda guerra mondiale.

## Storia
Il 10,5 cm GebH 40 fu progettato per soddisfare un requisito dello Heer per un obice da 105 mm, che avrebbe dovuto equipaggiare le sue divisioni da montagna (Gebirgs Divisionen). Rheinmetall e Böhler consegnarono i prototipi per le prove sul campo nel 1940. Venne selezionato il progetto della Böhler, anche se la produzione non cominciò che nel 1942. Tra quell'anno ed il 1945 furono realizzati 420 pezzi.
L'obice fu schierato dalle divisioni di montagna a partire dal 1942 in Finlandia, Italia, Francia, sul fronte orientale e nei Balcani. Pur essendo il più pesante obice da montagna mai costruito, è considerato come uno dei migliori pezzi da montagna mai realizzati ed è rimasto in servizio fino agli anni sessanta.

## Tecnica
Il progetto del 10,5 cm GebH 40 era relativamente convenzionale riguardo alla bocca da fuoco, l'otturatore standard tedesco a scorrimento orizzontale ed il freno di bocca. Veramente innovativo era invece l'affusto, del tipo a code divaricabili con vomeri rimovibili. Le ruote, in lega leggera con gomme semipneumatiche, erano infatti fissate alle code e divergevano quando queste venivano aperte per la messa in batteria. Altro aspetto innovativo era un piede, posizionato sotto il corpo d'affusto. Durante il fuoco quindi, invece che su quattro punti (due ruote e vomeri) il pezzo poggiava su tre punti (piede e vomeri), che conferivano una migliore stabilità e richiedevano meno tempo e meno spazio pianeggiante per la messa in batteria. Terzo aspetto era la versatilità nel trasporto: il pezzo poteva essere trainato sulle sue ruote, oppure essere scomposto in quattro carichi su rimorchi ad un asse trainati da Sd.Kfz. 2 kleines Kettenkrad o infine, disassemblato in cinque carichi, venire someggiato da muli.

## Munizionamento
Il GebH 40 sparava una grande varietà di munizioni, con la notevole eccezione di un proiettile perforante convenzionale. In luogo di quest'ultima, per il tiro controcarri, il cannone utilizzava tre tipi di granata da 105 mm a carica cava, sviluppati nel corso della guerra; condivideva inoltre le munizioni illuminati del 10,5 cm leFH 18. Le granate ad alto esplosivo e quelle fumogene furono invece appositamente sviluppate. Il munizionamento era di tipo a cartoccio bossolo, con cariche in bossoli metallici; erano disponibili 6 cariche supplementari, che venivano aggiunte progressivamente per raggiungere la gittata voluta. Una settima carica sostituiva tutte le precedenti quando dovevano essere battuti obiettivi al limite della portata dell'arma.